# كلاوديو بياجيو
كلاوديو بياجيو (2 يوليو 1967

 في لابلاتا) (بالإسبانية: Claudio Biaggio)‏ لاعب كرة قدم أرجنتيني يلعب حاليا لصالح نادي فيرول كاريل سود الهاوي الأرجنتيني منذ 2009 في مركز المهاجم .
لعب بياجيو في أندية بيلجرانو (1986-1988) بينارول الأوروغواياني (1989-1990) دانوبيو الأوروغواياني (1990-1992) سان لورينزو (1992-1996) بوردو الفرنسي (1996-1997) سان لورينزو مجددا (1997-1999) كولون دي سانتا في (1999-2001) أفيسبا فوكوكا الياباني (2001) دانوبيو مجددا (2002) أوريينت بيتروليرو البوليفي (2003) لا بلاتا (2004) يوفينتود دي لاس بيدراس (2005) ديبورتيفو لافيريري (2006) إستوديانتيس دي ريو كوارتو (2006) .
لعب بياجيو مع منتخب الأرجنتين في مباراة دولية واحدة من دون أن ينجح في تسجيل أي هدف في سنة 1995 .

## وصلات خارجية
- كلاوديو بياجيو على موقع رابطة كرة القدم اليابانية للمحترفين (اليابانية)
- كلاوديو بياجيو على موقع رابطة كرة القدم الفرنسية للمحترفين (الإنجليزية)
- كلاوديو بياجيو على موقع قاعدة بيانات كرة القدم.إي يو (الإنجليزية)
- كلاوديو بياجيو على موقع ناشيونال فوتبول تيمز (الإنجليزية)
- كلاوديو بياجيو على موقع Soccerway.com (الإنجليزية)
- كلاوديو بياجيو على موقع عالم كرة القدم.نت (الإنجليزية)